# Amor en Psyche (Capitolijnse Musea)
Amor en Psyche is een marmeren beeldengroep in de collectie van de Capitolijnse Musea in Rome. Het is een Romeinse kopie uit de eerste of tweede eeuw na Christus van een laat-hellenistisch origineel.

## Herkomst
De beeldengroep van de koningsdochter Psyche en de god Amor werd in februari 1749 gevonden in een wijngaard op de Aventijn. Korte tijd later schonk paus Benedictus XIV het kunstwerk aan de net opgerichte Capitolijnse musea. In de neoclassicistische tijd genoot het een grote populariteit en verschenen er talloze kopieën in uiteenlopende materialen, van brons tot biscuit. Amor en Psyche was een van de belangrijkste werken die de Fransen als gevolg van de bepalingen in het verdrag van Tolentino met de Pauselijke Staat als oorlogsbuit mee naar Parijs namen. Pas na de val van Napoleon zou het werk terugkeren in Rome.

## Voorstelling
Na de vondst van het kunstwerk was niet onmiddellijk duidelijk dat het hier een beeld van Amor en Psyche betrof. Geen van beiden had immers vleugels, hun bekendste attributen. Omdat in andere groepen die op hetzelfde origineel teruggaan, de hoofdpersonen wel van vleugels zijn voorzien, is de toeschrijving toch onomstreden. De jonge geliefden staan dicht bij elkaar, beiden met hun buik richting de toeschouwer. Alleen hun schouders en hoofden zijn naar elkaar toegewend. Amor is volledig naakt, terwijl een doek Psyche's onderlichaam bedekt. De handgebaren van de jongen - een hand strijkt haar wang, terwijl de andere op haar achterhoofd rust - versterken de tedere uitstraling van het werk.

## Navolging
Ondanks de grote bekendheid van Amor en psyche was er al vroeg kritiek op de middelmatige uitvoering. Joseph-Jerome Le Français de Lalande sprak in een verslag van zijn reis naar Italië in 1765-66 de hoop uit dat een eigentijdse beeldhouwer een beter werk over hetzelfde thema zou maken. Antonio Canova was een van de kunstenaars die deze uitdaging aanging. Hij maakte verschillende versies. Een daarvan, uit 1808, is tegenwoordig in de Hermitage te zien.

## Versie uit de Villa Hadriana
Toen graaf Giuseppe Fede de eerste systematische opgravingen van de Villa Hadriana in Tivoli leidde, vond hij daar een andere versie van Amor en Psyche. Nadat dit werk was gerestaureerd, draaide Amor zijn hoofd zedig weg. Hoewel het niet bewaard is gebleven, kunnen we ons er toch een voorstelling van maken dankzij een tekening van Pompeo Batoni, die een "papieren museum" van antieke kunst aanlegde voor de Engelse oudheidkundige Richard Topham

## Afbeeldingen

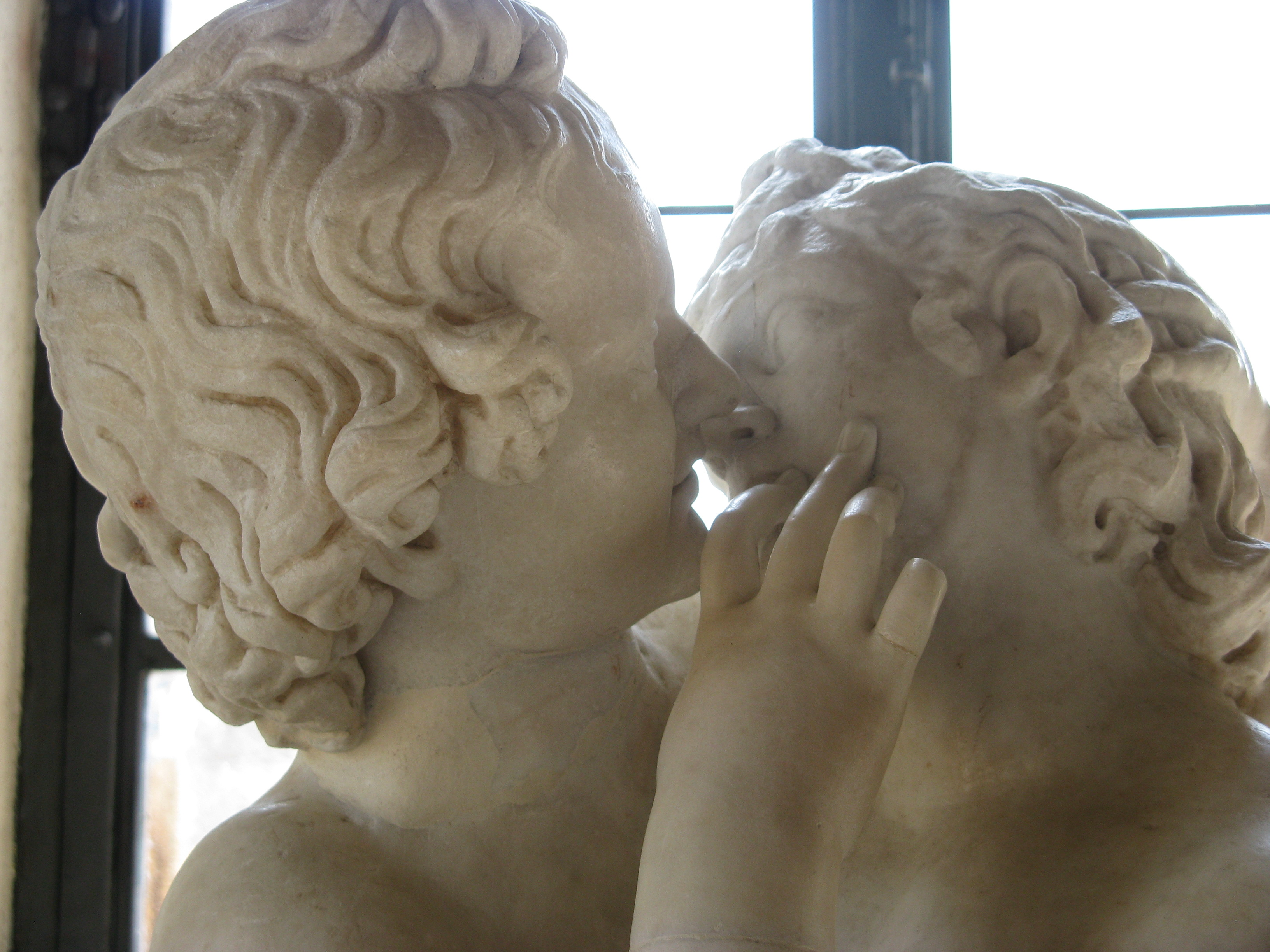
detail
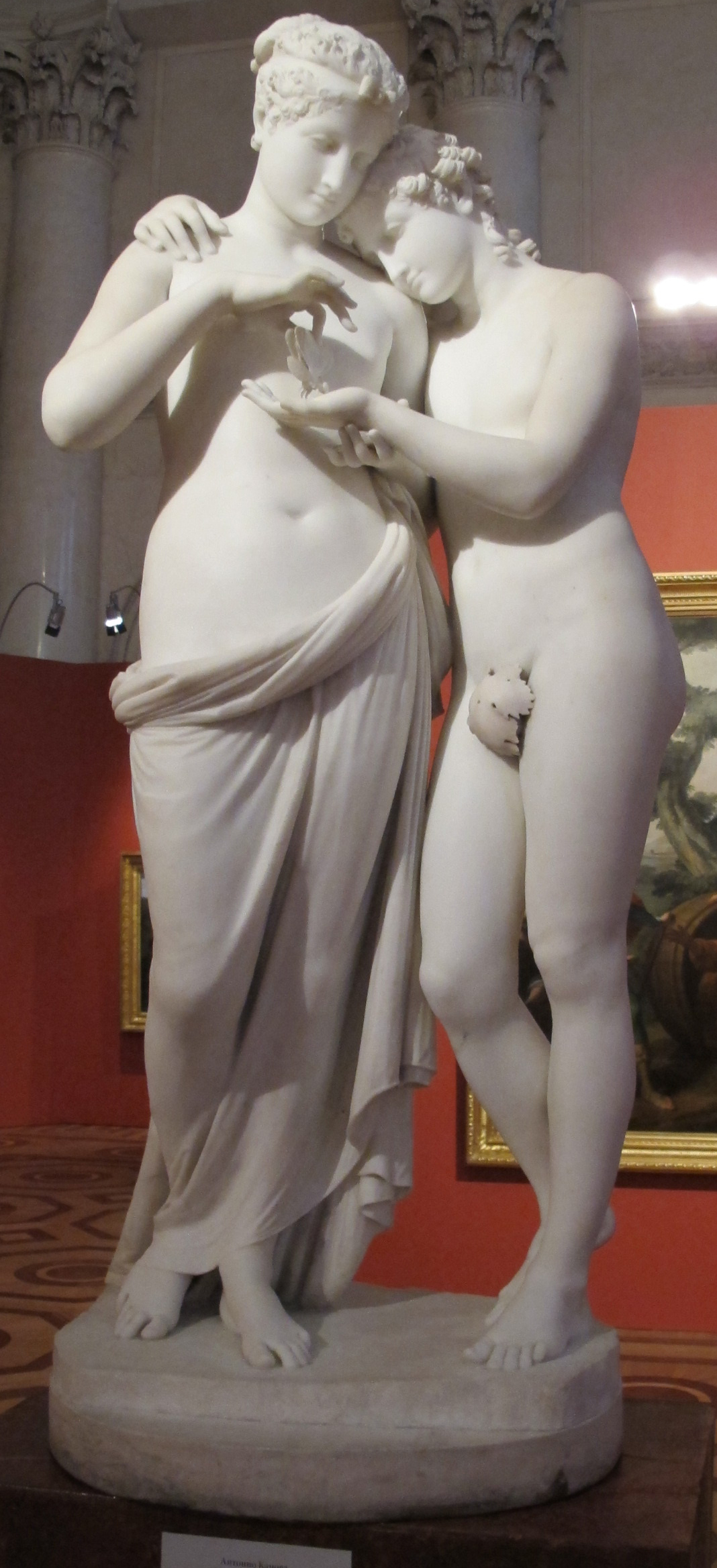
Antonio Canova - Amor en psyche